# سوپرنچرال (فصل ۷)
فصل هفتم از سریال آمریکایی سوپرنچرال، سریالی در سبک فراهنجار دراما، ساخته‌شده توسط اریک کریپک در ۲۳ سپتامبر ۲۰۱۱ شروع، و در ۱۸ مه ۲۰۱۲ با ۲۳ قسمت به اتمام رسید. این سریال در ۲۶ آوریل سال ۲۰۱۱ رسماً از طرف شبکه تلویزیونی سی دابلیو برای فصل هفتم تمدید شد. این فصل از سریال سوپرنچرال بر روی شخصیت سم (جرد پادالکی) و دین وینچستر (جنسن اکلس) و هم‌چنین یک دشمن جدید به نام لوایتان، قوی‌تر از دشمنانی که تاکنون با آن‌ها مواجه شده‌اند، متمرکز شده‌است.
در ۱۲ ژانویه ۲۰۱۲، این فصل از سریال، موفق به دریافت جایزه بخش بهترین فیلم تخیلی و درام در جشنواره جایزه برگزیده مردم شد. در ماه مه ۲۰۱۲ نیز، سوپرنچرال برای فصل هشتم تمدید شد.

## بازیگران

### بازیگران اصلی
- جنسن اکلس در نقش دین وینچستر
- جارد پدالکی در نقش سم وینچستر

### بازیگران مهمان ویژه
- میشا کالینز در نقش کستیل
- دی‌جی کوالز در نقش گارث فیتزجرالد آی وی
- کاریزما کارپنتر در نقش مگی استارک
- جیمز مارسترز در نقش دونالد استارک

### بازیگران مهمان
- جیم بیور در نقش بابی سینگر
- مارک پلگرینو در نقش لوسیفر
- مارک شپرد در نقش کراولی
- جیمز پاتریک استارت در نقش دیک رومن
- بنیتور مارتینز در نقش ادگار
- اسریک چاو در نقش کوین ترن

## داستان
آنچه در زیر می‌خوانید، نگاهی گذرا به مهم‌ترین حوادث رخ داده شده در قسمت‌های سریال است. بدیهی است بسیاری از جزئیات و اتفاقات ریز و جذابیت‌های هنری و صحنه‌های هیجان انگیز فیلم در مقاله زیر آورده نشده‌اند. 
| شماره قسمت در سریال | شماره قسمت در فصل | عنوان (نام)                                | کارگردان       | نویسنده                    | تاریخ پخش اصلی  | کد تولید | میانگین بیننده در آمریکا (میلیون) |
| --- | ----------------- | ------------------------------------------ | -------------- | -------------------------- | --------------- | -------- | --------------------------------- |
| ۱۲۷ | ۱                 | «دیدار رئیس جدید»                          | فیل اسکریچیا   | سرا گمبل                   | ۲۳ سپتامبر ۲۰۱۱ | 3X7052   | ۲٫۰۱                              |
| کستیل دین و سم و بابی را نمی‌کشد اما در عوض به آن‌ها هشدار می‌دهد که در کار او دخالت نکنند. او که حالا خود را خدای جدید می‌خواند سعی در اصلاح بعضی نابه‌سامانی‌های جهان دارد و می‌خواهد ثابت کند که خدای بهتری است. در این میان، وینچسترها با کمک کراولی مرگ را در بندی گرفتار می‌کنند. در حالی که مرگ بسیار خشمگین است دین به او دستور می‌دهد که کستیل را متوقف کند. اما کستیل یک گام از آن‌ها جلوتر است و ظاهر می‌شود. در حالی که سم با خاطرات جهنمی خود دست و پنجه نرم می‌کند مرگ به کستیل می‌گوید که او با بلعیدن تمام ارواح برزخ علاوه بر آن همه روح موجودات بسیار قدرتمندتر و قدیمی‌تری که خداوند آن‌ها را پیش از آفرینش انسان در برزخ حبس کرده بود را نیز بلعیده است و به او هشدار می‌دهد که او توانایی مقاومت در برابر آن‌ها را نخواهد داشت و ممکن است منفجر شود. کستیل زیر بار نمی‌رود و آن‌ها را ترک می‌کند. مرگ حاضر به همکاری با دین و سم می‌شود و به آن‌ها این فرصت را می‌دهد که کستیل را راضی کنند تا از طریق دروازه‌ای که او (مرگ) به برزخ باز خواهد کرد ارواح را به برزخ بازگرداند. دین به راضی کردن کستیل خشمگین امیدی ندارد اما سم هنوز فکر می‌کند که می‌توان او را قانع کرد. در این حال کستیل در می‌یابد که نمی‌تواند این موجودات قدرتمند (لوایاتانها) را در درون خود کنترل کند و از وینچسترها کمک می‌خواهد. لوسیفر هر لحظه در ذهن سم او را آزار می‌دهد و به ا و می‌گوید که سم از قفس آزاد نشده و هنوز همراه با لوسیفر در آن قفس به سر می‌برد و هیچ‌یک از اتفاقات دیگر واقعی نیستند. سم و دین یکبار دیگر دروازه را باز می‌کنند اما پیش از اینکه کستیل بتواند تمام ارواح را به برزخ بازگرداند لوایاتن‌ها کنترل او را در دست می‌گیرند. |                   |                                            |                |                            |                 |          |                                   |
| ۱۲۸ | ۲                 | «سلام، جهان بی‌رحم»                         | گای بی         | بن ادلوند                  | ۳۰ سپتامبر ۲۰۱۱ | 3X7053   | ۱٫۸۰                              |
| لوایاتن‌هایی که کستیل را تحت کنترل گرفته بودند شروع به خون‌ریزی می‌کنند دین در می‌یابد که آن‌ها نمی‌توانند در جسم کستیل باقی بمانند و آن را نابود خواهند کرد لوایتنها خود را به منبع آب نزدیک شهر می‌رسانند و خود را در آن منفجر می‌کنند تا در همه جا پخش شوند. آن‌ها شروع به تسخیر افراد مختلف کرده و بیمارستانی را برای منبع تغذیه خود در اختیار می‌گیرند. آن‌ها نقشه‌های بزرگتری دارند که نمی‌خواهند به زودی فاش شود. در حالی که برادران وینچستر در تلاش برای یافتن آن‌ها هستند سم همچنان لوسیفر را در ذهن خود می‌بیند و به تدریج گمان می‌کند که جهان اطرافش واقعی نیست. لوسیفر سم را سردرگم می‌کند تا جایی که سم می‌خواهد به طرف خودش شلیک کند اما دین فرا می‌رسد و به او کمک می‌کند دنیای واقعی اطرافش را از شکنجه‌های خیالی لوسیفر تشخیص دهد. بعد از اینکه سم موفق می‌شود توهم‌های خود را کنترل کند دو برادر به خانه بابی می‌روند. همزمان، کلانتر ملیز که در بیمارستان جنرال فالس بستری است لوایاتن‌ها را در حالی که مشغول تغذیه از یک بیمار هستند می‌بیند. او از بیمارستان فرار می‌کند و خود را به بابی می‌رساند. اما وقتی سم و دین به خانه بابی می‌رسند با خانه در آتش سوخته او مواجه می‌شوند. همه چیز در آتش سوخته است و خبری از بابی نیست. آن‌ها در محوطه با یکی از لوایتان‌ها به نام ادگار مواجه می‌شوند. وینچسترها به سختی از پس ادگار بر می‌آیند اما سم از ناحیه سر آسیب می‌بیند. وقتی آمبولانسی آن دو را به بیمارستان منتقل می‌کند در راه دین متوجه می‌شود که آمبولانس به همان بیمارستانی می‌رود که لوایتان‌ها آن را در اختیار گرفته‌اند. سم اما، باز هم لوسیفر را در ذهن خود می‌بیند. |                   |                                            |                |                            |                 |          |                                   |
| ۱۲۹ | ۳                 | «دختر همسایه»                              | جنسن اکلس      | اندرو دب و دنیل لافلین     | ۷ اکتبر ۲۰۱۱    | 3X7051   | ۱٫۷۲                              |
| وینچسترها در بیمارستان بابی را پیدا می‌کنند و به کمک او از بیمارستان فرار می‌کنند. آن‌ها به مدت سه هفته در محل ناشناخته‌ای می‌مانند تا پای شکسته دین بهبود یابد. سم که در تمام این مدت توهمات خود را پنهان کرده‌است متوجه بازگشت یک قاتل زنجیره‌ای می‌شود که از هیپوفیز قربانیان خود تغذیه می‌کند. او متوجه می‌شود که این موجود، امی (که او را سال‌ها پیش ملاقات کرده بود) است. امی به سم می‌گوید که او این کار را ترک کرده و تنها برای نجات پسرش از بیماری مجبور به فراهم آوردن غذای تازه بوده و دست به این کارها زده است و دیگر آن‌ها را تکرار نخواهد کرد. سم متقاعد می‌شود که او را رها کند. اما دین سم را پیدا می‌کند و از او می‌خواهد که امی را بکشد. دین باور دارد که موجوداتی مانند امی برای همیشه یک قاتل باقی خواهند ماند ولی بعد از اصرار سم می‌پذیرد که امی را دنبال نکند. اما دین برخلاف قول خود به سم، پنهانی، امی را پیدا می‌کند و او را می‌کشد. |                   |                                            |                |                            |                 |          |                                   |
| ۱۳۰ | ۴                 | «از زندگی ات دفاع کن»                      | رابرت سینگر    | آدام گلس                   | ۱۴ اکتبر ۲۰۱۱   | 3X7054   | ۱٫۶۹                              |
| «اوسیروس» خدای مصری افرادی را که در گذشته اشتباهاتی را مرتکب شده‌اند و به خاطر آن اشتباهات احساس گناه می‌کنند را محاکمه می‌کند و چنانچه گناهکار بودنشان ثابت شود آن‌ها را می‌کشد. وینچسترها پس از وقوع تعدادی از این قتل‌ها موضوع را می‌فهمند اما از آنجایی که دین به خاطر کشتن امی احساس گناه می‌کند اوسیروس سعی می‌کند اورا محاکمه کند. سم از او می‌خواهد که اجازه دهد که وکیل دین در این محاکمه باشد و اوسیروس می‌پذیرد. اوسیروس «جو» را به عنوان اولین شاهد احضار می‌کند اما جو سعی می‌کند دین را متقاعد کند که در مرگ او مقصر نیست. شاهد دوم اوسیروس خود سم است. او به برادرش می‌گوید که نباید به خاطراین که سم این‌گونه بزرگ شده‌است و اتفاقاتی که برای او افتاده خودش را مقصر بداند پس از سم، اوسیروس از دین می‌پرسد که آیا حاضر است شاهد سوم و پایانی هم احضار شود یا خیر و دین حاضر به اینکار نمی‌شود و از اوسیروس می‌خواهد که حکم خود را صادر کند. اوسیروس دین را گناهکار می‌داند و روح «جو» را به روحی انتقام‌جو تبدیل کرده و او را وادار می‌کند تا دین را بکشد. اما در لحظه آخر سم با چاقویی موفق می‌شود اوسیروس را بکشد و برادرش را نجات بدهد. در پایان، سم که می‌بیند دین خودش را به خاطر اتفاقات گذشته هنوز مقصر می‌داند به او می‌گوید که او (سم) باوجود اینکه اشتباهات بسیار بیشتری مرتکب شده اما فکر می‌کند در زمانی در قفس لوسیفر بوده تاوان این اشتباهات را داده است و دیگر خود را مقصر نمی‌داند. |                   |                                            |                |                            |                 |          |                                   |
| ۱۳۱ | ۵                 | «دکتر فیل! خفه شو»                         | فیل اسکریچیا   | برد باکنر و ایگنی رز لمینگ | ۲۱ اکتبر ۲۰۱۱   | 3X7055   | ۱٫۹۲                              |
| سم و دین متوجه تعدادی قتل مشکوک در یک شهر کوچک می‌شوند. بعد از بررسی صحنه‌های قتل، تعدادی سکه رومی می‌یابند و متوجه می‌شوند که از این سکه‌ها به عنوان اشیاهای طلسم شده برای کشتن قربانیان استفاده شده‌است. تمامی قربانیان با یکی مردان ثروتمند و خیر شهر بنام دونالد در ارتباط بوده‌اند. دونالد ادعا می‌کند که این قتل‌ها نمی‌توانند هیچ ارتباطی با وی و معامله‌هایی که انجام داده است داشته باشد اما وینچسترها متوجه می‌شوند همسر دونالد یک ساحره قدرتمند است و هم اکنون می‌خواهد از دونالد جدا شود. مگی (همسر دونالد) تمام افرادی را که با دونالد به نوعی همکاری می‌کنند را به وسیله کیسه‌های طلسم شده می‌کشد. سم و دین بعد ازاینکه متوجه می‌شوند قربانی بعدی، منشی دونالد است فوراً به خانه او می‌روند و قبل از اینکه جادوی مگی، کارگر باشد او را نجات می‌دهند. اما بعد از اینکه دونالد در واکنش به کرده‌های مگی نمایشگاه نقاشی او را نابود می‌کند و دوست صمیمی را مگی را می‌کشد، دو برادر متوجه می‌شوند که دونالد نیز یک جادوگر است. آن‌ها منتظر می‌شوند تا دونالد و مگی در خانه با هم ملاقات کنند و ترتیبی می‌دهند تا به کمک یک نوع طلسم آن‌ها را از میان بردارند اما طلسم کارساز نمی‌شود. سم پیشنهاد می‌کند برای نجات جانشان سعی کنند آن‌ها را نسبت به ازدواج ناموفقشان راهنمایی کنند و آن دو را متقاعد کنند تا دست از طلاق و این مبارزه جادویی بردارند. بعد از اینکه دین اظهار می‌کند که دونالد هیچ رابطه‌ای با منشی خود ندارد آن‌ها نیز آرام می‌شوند و ظاهراً رابطه‌شان بهتر می‌شود. وینچسترها وقتی به متل بازمی‌گردند توسط یک لوایاتان غافلگیر می‌شوند اما درست در لحظه آخر لوایاتان توسط کیسه طلسمی که دونالد برای نجات جان وینچسترها از سکه‌های جادویی مگی در رختخوابشان کار گذاشته بود، بیهوش می‌شود و سم و دین او را به خانه بابی منتقل می‌کنند. |                   |                                            |                |                            |                 |          |                                   |
| ۱۳۲ | ۶                 | «قصه زخم»                                  | جان شوالتر     | رابی تامپسون               | ۲۸ اکتبر ۲۰۱۱   | 3X7056   | ۱٫۷۴                              |
| دو لوایاتان که خود را کاملاً به شکل سم و دین درآورده‌اند، شروع به ارتکاب جرایمی در تمام شهرهایی که سم و دین بعد از مرگ جسیکا سفر کرده بودند می‌کنند تا توجه پلیس و اذهان عمومی را به آن دو جلب کنند و راهی برای متوقف کردن وینچسترها بیابند. در حالی بابی در حال تلاش برای یافتن راهی برای کشتن لوایاتان‌ها از طریق اعتراف گرفتن از لوایاتانی است که در قسمت قبل به چنگ آورده‌اند، است، سم و دین به یک متخصص حرفه‌ای کامپیوتر بنام فرانک مراجعه می‌کنند تا موقتاً برای آن‌ها مشخصات و هویت جعلی فراهم کند تا گرفتار پلیس نشوند. بدین ترتیب آن‌ها لپتاپ، کارت‌های اعتباری و موبایل و حتی ایمپالا را پنهان می‌کنند. بابی متوجه می‌شود که با جداکردن سر لوایاتان‌ها می‌توان آن‌ها را متوقف کرد اما اندکی بعد متوجه می‌شود که لوایاتان‌ها پس از مدتی دوباره خود را به سر جداشده‌شان می‌چسبانند. سم و دین رد لوایاتان‌ها را در آیوا می‌گیرند اما قبل از آن توسط پلیس دستگیر می‌شوند. همزمان، کلانتر میلز که به خانه بابی آمده‌است وقتی مشغول تمیز کردن کف خانه است به‌طور تصادفی مقداری مایع شوینده روی لوایاتان دربند بابی می‌ریزد که باعث سوزش بسیار شدید او می‌شود. دین به زحمت اجازه می‌یابد تا بابی تماس بگیرد و بدین ترتیب از تأثیرگذاری این ماده شوینده اطلاع پیدا می‌کند. افسر پلیسی که سم و دین را دستگیر کرده‌است بعد از اینکه می‌بیند لوایاتان‌ها دو تن از همکاران او را می‌بلعند و سپس خود را به شکل سم و دین درمی‌آورند با وینچسترها همکاری می‌کند. کلانتر و دین لوایتان شبیه سم را به کمک ماده شوینده می‌کشند و سرش را جدا می‌کنند. اما لوایاتان شبیه دین به سم که در اتاق بازجویی به سر می‌برد ماجرای کشتن امی توسط دین را فاش می‌کند. پس از اینک دین و کلانتر لوایاتان شبیه دین را هم می‌کشند، سم که از شنیدن این موضوع بشدت ناراحت است از دین جدا می‌شود و به راه خود می‌رود. لوایاتان‌ها به اداره پلیس می‌رسند و وقتی متوجه فرار سم و دین می‌شوند با رئیس خود –دیک رومن – تماس می‌گیرد. پس از آن کراولی نزد دیک می‌رود و به او پیشنهاد همکاری می‌دهد اما دیک با گفتن اینکه شیطان‌ها حتی از انسان‌ها هم پست‌تر هستند او را تهدید به مرگ می‌کند. کراولی هم او را ترک می‌کند. |                   |                                            |                |                            |                 |          |                                   |
| ۱۳۳ | ۷                 | «ذهن خوان»                                 | مایک روهل      | بن اکر و بن بلکر           | ۴ نوامبر ۲۰۱۱   | 3X7057   | ۱٫۸۴                              |
| بعد از اینکه سم و دین جداگانه کار روی پرونده‌ای را شروع می‌کنند، اتفاقی یکدیگر را می‌بینند و می‌فهمند کار با هم آسانتر است. کشف می‌کنند که یک روح عصبانی افراد مقیم لیلی دیل را می‌کشد؛ ولی در این شهر همه ادعای احضار ارواح را دارند، پس برادرها به مشکل می‌افتند که چه کسی در حال کنترل این روح است. سم و دین فکر می‌کنند این روح، کیت فاکس است زیرا می‌فهمند او الهاماتی از مرگ افراد به آن‌ها می‌داده ولی بعد از اینکه او را به آرامش می‌رسانند باز هم مرگ‌ها ادامه می‌یابد. در واقع کیت در حال هشدار بوده چون خواهرش روح مجرم است. در حالیکه دین با این روح، مارگارت، می‌جنگید؛ سم شخص کنترل‌کننده را شناسایی می‌کند: جیمی تومارو صاحب بنگاه رهنی. سم برای دفاع از خودش مجبور به کشتن جیمی می‌شود. بعد هم استخوان‌های مارگارت را نمک زده و می‌سوزاند تا دین و قربانی بعدی را نجات دهد. سم و دین با هم دربارهٔ کشتن ایمی صحبت کرده و بعد از ترک شهر دوباره به هم می‌پیوندند. |                   |                                            |                |                            |                 |          |                                   |
| ۱۳۴ | ۸                 | «زمان ازدواج»                              | تیم اندرو      | اندرو دب و دنیل لافلین     | ۱۱ نوامبر ۲۰۱۱  | 3X7058   | ۱٫۸۵                              |
| سم به‌طور ناگهانی به دین خبر می‌دهد که می‌خواهد با بکی ازدواج کند. دین به مراسم ازدواج آن‌ها می‌رود و در حالی که کاملاً شگفت‌زده شده است، نگران است که سم کار درستی نمی‌کند و احتمالاً دچار مشکل خواهد شد اما هم‌زمان متوجه چند مرگ مشکوک در شهر می‌شود. یک شیطان با افراد مختلف در شهر معامله می‌کند، اما بر خلاف عهد بسته شده، روح آن‌ها را به سرعت می‌گیرد تا با این روش بتواند به کراولی برای قدرتمندتر شدن (از طریق دریافت این روح‌ها) کمک کند. بکی هم می‌خواهد چنین معامله‌ای بکند و در قبال روح خود، یک عشق همیشگی بین خود و سم به دست آورد. دین به کمک یک شکارچی دیگر که به تازگی با او آشنا شده‌است پیش از اینکه بکی این معامله را انجام دهد سر می‌رسند و درست وقتی که دین می‌خواهد کار آن شیطان را یکسره کند کراولی ظاهر می‌شود و قول می‌دهد که تمام معامله‌هایی که به این روش انجام گرفته‌اند را باطل خواهد کرد و این شیطان خودسر را تنبیه می‌کند. کراولی همچنین به وینچسترها دربارهٔ دیک رومن خبر می‌دهد و کراولی می‌گوید اینکه آن‌ها چند وقتی است که با هیچ شیطانی روبرو نشده‌اند به این خاطر است که کراولی از لوایاتان‌ها متنفر است و بیشتر مشغول از بین بردن آنهاست. هرچند این قسمت چندان مورد توجه بینندگان قرار نگرفت اما اظهارات کراولی در پایان بیشتر به این دلیل بود که او هم از لوایاتان‌ها می‌ترسد و بدش نمی‌آید از سم و دین در برابر آن‌ها حمایت کند. |                   |                                            |                |                            |                 |          |                                   |
| ۱۳۵ | ۹                 | «بردن دوستان و تحت تأثیر قراردادن هیولاها» | گای بی         | بن ادلاند                  | ۱۸ نوامبر ۲۰۱۱  | 3X7059   | ۱٫۵۵                              |
| لوایتان‌ها، نوعی ساندویچ را در تعدادی از رستوران‌ها روی مردم آزمایش می‌کنند. این ساندویچ‌ها اشتهای افراد را تا حد زایدالوصفی افزایش می‌دهد و در عین حال احساسات انسانی آن‌ها را به شدت پایین می‌آورد تا جایی که انسان‌ها شروع بخوردن یکدیگر می‌کنند. سم و دین و بابی به این موضوع پی می‌برند و درست زمانی که می‌خواهند از جزئیات کار این موجودات جهنمی بیشتر اطاع یابند، بابی گرفتار می‌شود. سم و دین برای نجات بابی اقدام می‌کنند و بابی قبل از فرار موفق می‌شود نگاهی به نقشه‌ها و پرونده‌های دیک رومن بیندازد و به نقشه‌های آن‌ها پی ببرد اما درست در آخرین لحظه فرار، دیک به طرف آن‌ها تیراندازی می‌کند و گلوله‌ای به سر بابی اصابت می‌کند. |                   |                                            |                |                            |                 |          |                                   |
| ۱۳۶ | ۱۰                | «دروازه مرگ»                               | رابرت سینگر    | سرا گمبل                   | ۲ دسامبر ۲۰۱۱   | 3X7060   | ۱٫۸۹                              |
| بابی او در کما و در حال مرگ است و خاطرات خوب و بدش را به تدریج می‌بیند. فرشته مرگ به بابی می‌گوید که او وقت زیادی ندارد و باید بزودی تسلیم شود. بابی روح روفوس را می‌بیند و روفوس به او می‌گوید که او سعی کرده‌است با مواجه با بدترین و تاریک‌ترین خاطراتش به زندگی بازگردد و از دست فرشته مرگ بگریزد بابی هم سعی می‌کند با مواجه شدن با بدترین خاطره‌اش از این مخمصه نجات یابد، اما بدترین خاطره بابی چیست؟ پس از تعدادی از صحنه‌های زندگی بابی که وی با آن‌ها مواجه می‌شود، فرشته مرگ به او می‌گوید که گلوله‌ای که در سرش است به تدریج حال او را وخیم‌تر خواهد کرد تا جایی که بابی دیگر خاطره‌ای برای به یاد آوردن نخواهد داشت و مجبور است تسلیم شود اما بابی همچنان مقاومت می‌کند. سرانجام بابی تصمیم می‌گیرد با تاریک‌ترین لحظه زندگی‌اش مواجه شود و آن را برای روفوس تعریف می‌کند، شبی که مجبور شده‌است برای دفاع از مادرش، به پدر دائم‌الخمر و بیرحمش (که کاری جز تحقیر بابی نداشت) شلیک کند. بابی حالا با شجاعت در برابر پدرش (البته در رؤیای خود) می‌ایستد و پاسخ او را می‌دهد. بابی هرگز نخواسته است فرزندی داشته باشد چرا که همواره از اینکه به مردی همچون پدرش تبدیل شود بیم داشته‌است و حالا او در پاسخ به تحقیر پدرش، با غرور می‌گوید که تقدیر چنان بوده که بابی دو پسر را نزد خود بزرگ کرد (سم و دین) وانها همچون دو "قهرمان " بزرگ شدند. بابی به هوش می‌آید و قبل از هرکار دیگری یک شماره ۵ رقمی را به سختی به سم و دین می‌دهد و در حالی که وینچسترها از به هوش آمدن بابی هیجان‌زده‌اند، جان می‌دهد. فرشته مرگ به بابی می‌گوید که اینجا ایستگاه آخر است اما بابی دوست دارد بهترین خاطره عمرش را هم ببیند و این خاطره چیزی جز صحنه گفتگو و دعوای برادرانه سم و دین نیست. سرانجام فرشته مرگ از بابی می‌خواهد تصمیم پایانی‌اش را در مورد رفتن یا تبدیل شدن به یک روح سرگردان بگیرد. با پایان فیلم مشخص نمی‌شود که بابی چه پاسخی به او می‌دهد. |                   |                                            |                |                            |                 |          |                                   |
| ۱۳۷ | ۱۱                | «ماجراجویی در پرستاری بچه‌ها»               | جینات سزوارک   | آدام گلس                   | ۶ ژانویه ۲۰۱۲   | 3X7061   | ۱٫۸۲                              |
| سه هفته از مرگ بابی می‌گذرد و دین و سم خسته و اندوهگین از مرگ او تمام این سه هفته را صرف یافتن رمزی که بابی که در آخرین لحظات عمرش به آن‌ها داده می‌کنند: ۴۵۴۸۹. دختر نوجوانی با تلفن بابی تماس می‌گیرد و مفقود شدن پدرش را گزارش می‌کند. پدرش از او خواسته تا در مواقع ضروری با بابی تماس بگیرد. سم تصمیم می‌گیرد که بدنبال «لی چمبر» که یک شکارچی است برود و دین به دنبال «فرانک دورور» تا شاید بتواند راز اعداد را بیابد. فرانک در می‌یابد که اعداد در واقع مختصات قطعه زمینی است که توسط دیک رومن خریداری شده و با هک کردن دوربین‌های امنیتی آن، منتظر می‌ماند تا ببیند که لوایاتان‌ها در نظر دارند در این قطعه زمین دست به چه کاری بزنند. اما در آن‌سو سم در دردسر می‌افتد و دین که از این موضوع اطلاع می‌یابد به یاری برادرش می‌شتابد. البته به همراه همان دختر نوجوان: کریسی. دین هر چند تمایلی به همراه کردن کریسی ندارد اما با اصرار وی مجبور می‌شود او را با خود ببرد. آن‌ها در پایان موفق می‌شوند لی و سم را نجات دهند. فرانک همچنان مشغول تحقیق دربارهٔ آن قطعه زمین است و وقتی بی قراری دین برای یافتن اطلاعاتی بیشتر دربارهٔ آن را می‌بیند به او گوشزد می‌کند که شاید ماه‌ها زمان لازم باشد تا بتوانند پی به نقشه لوایاتان‌ها ببرند. او وقتی چهره خسته و درمانده و رفتار اندوهگین دین را می‌بیند به او می‌گوید که ادامه این وضع دین را از درون منفجر خواهد کرد. فرانک از دین می‌خواهد که یا شغلش را رها کند یا اگر می‌خواهد آن را ادامه دهد، همانند یک شکارچی حرفه‌ای و با لبخند (هر چند ساختگی) آن را انجام دهد. کاری که فرانک بعد از مواجه با مرگ سخت همسر و فرزندانش در تمام این سال‌ها انجام داده است: زندگی با لبخند. |                   |                                            |                |                            |                 |          |                                   |
| ۱۳۸ | ۱۲                | «وقت به وقت»                               | فیل ریکیا      | رابی تامپسون               | ۱۳ ژانویه ۲۰۱۲  | 3X7062   | ۱٫۵۵                              |
| سم حالا از دین می‌خواهد که اگر قصد ندارد خشم و حس انتقام‌جویی خود درمورد رومن را فراموش کند و به زندگی عادی بازگردد بهتر است کنار بکشد. آن‌ها با تعدادی قتل مشکوک که هر چند سال یکبار اتفاق می‌افتد مواجه می‌شوند و درمی یابند که «کرونوس» الهه یونان باستان (که قادر به سفر در زمان است) پشت این قتل‌هاست. اما درست زمانی که می‌خواهند او را بکشند، دین به همراه کرونوس به قلب تاریخ می‌رود. به سال ۱۹۴۴. دین در دهه ۴۰، با الوت نس (کارآگاه مشهور آمریکایی و که فیلم تسخیرناپذیران در موردش ساخته شده) که او هم یک شکارچی است به دنبال کرونوس می‌گردند. در همان زمان سم به همراه کلانتر میلز در پی یافتن راهی برای بازگرداندن برادرش است. بالاخره، دین موفق می‌شود پیامی برای سم ارسال کند. سم و کلانتر پیرزنی را پیدا می‌کنند که در سال ۱۹۴۴ با کرونوس نامزد بوده‌است و از این طریق زمان دقیق برای بازگرداندن دین را پیدا می‌کنند. سرانجام درست زمانی که کرونوس می‌خواهد دین و نس را بکشد، سم آن‌ها را به زمان حال می‌کشاند و با قطعه چوب مخصوصی او را می‌کشد. کرونوس قبل از مرگ، به وینچسترها درباره آینده تاریکی که در آن در خون سیاه لوایاتان‌ها غرق خواهند شد هشدار می‌دهد. |                   |                                            |                |                            |                 |          |                                   |
| ۱۳۹ | ۱۳                | «دختران»                                   | جری وانک       | برد باکنر و ایجنی رز لمینگ | ۳ فوریه ۲۰۱۲    | 3X7063   | ۱٫۷۲                              |
| جنگجویان افسانه‌ای آمازون. دخترانی که در عرض ۳۶ ساعت باردار می‌شوند و دخترانی به دنیا می‌آورند که بسیار سریع رشد می‌کنند، تبدیل به جنگجویی دیگر و در واقع هیولایی دیگر می‌شوند و به دستور رب‌النوع خود الزاماً باید پدران خود را بکشند؛ و در حالی که سم دربارهٔ چند قتل مشکوک و وحشتناک (همراه با قطع دست و پاها) تحقیق می‌کند، دین همچنان در شوک از دست دادن بابی، با یکی از این جنگجویان آمازونی (دختری به نام لیدا) آشنا می‌شود. نتیجه این آشنایی، دختربچه‌ای است که دختر دین محسوب می‌شود و الزاماً باید پدر خود را بکشد. دین که به کمک سم به این موضوع پی می‌برد و قبل از اینکه این دختر بچه بتواند کارش را انجام دهد او را به دام می‌اندازد اما در لحظه آخر، دین در کشتن او (شاید به این دلیل که دخترش است) تردید می‌کند. سم اما به این تردید پایان می‌دهد و او را از میان برمی‌دارد؛ و آنچه را که دین به او بعد از ماجرای امی گفته بود را به برادرش یادآور می‌شود. |                   |                                            |                |                            |                 |          |                                   |
| ۱۴۰ | ۱۴                | «نمایشگاه جادویی پنی ویستل دلیر»           | مایک روهل      | اندرو دب و دنیل لافلین     | ۱۰ فوریه ۲۰۱۲   | 3X7064   | ۱٫۸۸                              |
| ترس‌های کودکان در شهری کوچک به حقیقت می‌پیوندند و باعث کشته شدن برخی می‌شوند. سم و دین سرانجام در می‌یابند که یکی از کارکنان یک شهربازی، پدر و مادرهایی را که به فرزندانشان بی‌توجهی می‌کنند را با تبدیل ترس‌های کودکانشان به واقعیت، به قتل می‌رساند. این قاتل، وقتی متوجه اطلاع سم از ماجرا می‌شود، ترس دوران کودکی او -یعنی دلقک ها- را به واقعیت تبدیل می‌کند و چند دلقک را به سراغ سم می‌فرستد. اما سرانجام دین در اقدامی مشابه، برادر این کارمند شرور را که در واقع ترس دوران کودکی‌اش محسوب می‌شود به سراغ او می‌فرستند و به زندگی این قاتل عجیب، پایان می‌دهد. سم البته در پایان دیگر از دلقک‌ها نمی‌ترسد! |                   |                                            |                |                            |                 |          |                                   |
| ۱۴۱ | ۱۵                | «دوباره تسخیر شده»                         | توماس جی. رایت | بن ادلاند                  | ۱۷ فوریه ۲۰۱۲   | 3X7065   | ۱٫۷۴                              |
| چهار سال پیش سم و دین به زنی به نام "نورا کمک کرده‌اند تا شیطانی را که افرادی را به قتل می‌رسانده طرد کند. این شیطان پسر جوانی به نام جفری را تسخیر کرده بود که با تلاش سم و دین نجات یافته اما به دلیل مشکلات روانی در بازگشتن به زندگی عادی با مشکل مواجه شده‌است. با تکرار وقوع چنین قتل‌هایی، سم و دین با تصور بازگشت شیطان، دوباره به این شهر بازمی‌گردند. اما مشخص می‌شود که جفری، نتوانسته به‌طور کامل به زندگی عادی بازگردد و در تلاش است تا با تحت فشار قرار دادن نورا راهی برای بازگرداندن همان شیطان کند. او احساس می‌کند می‌تواند با شیطانی که زمانی او را تسخیر کرده بود قدرتمندتر باشد. جفری برای اینکار پسر نورا را به گروگان گرفته تا نورا را برای کشاندن سم و دین و استفاده از خون دین برای احضار شیطان، تحت فشار قرار دهد. جفری دین را به دام می‌اندازد. سم در تلاش برای یافتن برادرش است اما توفیقی نمی‌یابد. در تمام این مدت، لوسیفر- که همواره در ذهن سم او را آزار می‌دهد - می‌خواهد با سم سخن بگوید. لوسیفر به سم پیشنهاد می‌کند که او را در یافتن برادرش کمک کند و سم مجبور می‌شود با او حرف بزند. بعد از یافتن نورا، سم موفق می‌شود دین را پیدا کند. اما حالا جفری شیطان را احضار کرده البته این شیطان حالا به جای جفری، فرزند نورا را تسخیر کرده چرا که جفری را برای اینکار ضعیف می‌داند. نورا و سم دوباره این شیطان را طرد می‌کنند و دین به زندگی جفری، که قصد کشتن پسر نورا را دارد، پایان می‌دهد. وقتی سم و دین به هتل بازمی‌گردند، لوسیفر ظاهر می‌شود بااین تفاوت که حالا، سم با سخن گفتن با او، در واقع به لوسیفر اجازه ورود به ذهنش را داده و لوسیفر سم را بیش از پیش آزار می‌دهد. سم خاطرات جهنمی خود را به یاد می‌آورد در حالی که دیگر نمی‌تواند همچون گذشته با فشار زخم دستش از شر او رهایی یابد. |                   |                                            |                |                            |                 |          |                                   |
| ۱۴۲ | ۱۶                | «بیرون رفتن با پیرها»                      | جان شووالتر    | رابرت سینگر و جنی کلین     | ۱۶ مارس ۲۰۱۲    | 3X7066   | ۱٫۷۳                              |
| یک عتیقه‌فروش، بعد از مرگ مادرش تعدادی از جعبه‌های قدیمی و اشیای عتیقه او را به فروش می‌رساند. بی‌خبر از آنکه این جعبه‌ها طلسم شده‌اند. سم و دین شروع به تلاش برای بازگرداندن جعبه‌ها می‌کنند و موفق می‌شوند دو نفر را نجات دهند. هر چند یک دختر جوان در ابتدای فیلم (قبل از اطلاع سم و دین از ماجرا) و زن دیگری، در دام این جعبه‌های جادویی می‌افتند و کشته می‌شوند. وینچسترها جعبه‌ها را به مغازه عتیقه‌فروش بازمی‌گردانند اما این پایان کار نیست. مادر عتیقه‌فروش، به‌طور ناگهانی و ساعتی بعد از امضای قرارداد فروش مغازه‌اش به یک دلال تازه‌وارد به نام ژوی (که همراه با دستیارش جورج به تازگی به‌طور گسترده مشغول خرید املاک زیادی در شهر هستند) در سانحه رانندگی جان می‌دهد. وینچسترها متوجه می‌شوند ژوی و جرج به دار و دسته دیک رومن وابسته‌اند و برای او کار می‌کنند. سم، درمانده از توهمات جهنمی لوسیفر، با جورج (که خود یک لوایاتان است) مواجه می‌شود و جورج موضوع را به ژوی اطلاع می‌دهد. ژوی و جورج سعی می‌کنند تا دین و سم را به دام بیندازند و آن‌ها را به رهبر خود دیک رومن تحویل دهند. اما درست در لحظه پایانی، جورج (که از رئیس بازی‌های ژوی خسته شده و از او می‌ترسد) به وینچسترها کمک می‌کند تا ژوی را از پای دربیاورند و سپس او را می‌خورد. ژوی به وینچسترها می‌گوید که تنها راه کشتن یک لوایاتان خوردن او یا وادارکردنش به خوردن خود است. جرج همچنین علت خرید املاک وسیع در این شهر را، قصد دیک رومن برای احداث مرکز درمان سرطان عنوان می‌کند. وینچسترها که از تلاش لوایاتان‌ها برای درمان سرطان بسیار متعجب شده‌اند به اقامتگاه فرانک می‌روند. اما وقتی به آنجا می‌رسند، اثری از فرانک نمی‌یابند. در حالی اتاقکش به هم ریخته و خون‌آلود است. |                   |                                            |                |                            |                 |          |                                   |
| ۱۴۳ | ۱۷                | «هویت جدید»                                | رابرت سینگر    | سرا گمبل                   | ۲۳ مارس ۲۰۱۲    | 3X7067   | ۱٫۶۳                              |
| سم دیگر تحمل شکنجه‌های روحی لوسیفر را ندارد. او در یک بیمارستان روانی بستری می‌شود در حالی که نمی‌تواند حتی یک دقیقه به خواب برود. پزشکان متعجب از این بیماری، به برادر نگران سم می‌گویند که این وضعیت خطرناک است و سم نمی‌تواند برای مدت طولانی بی‌خوابی را تحمل کند. دین، در تلاش برای یافتن راه نجاتی برای برادر کوچکش، در تصادفی عجیب، شمارهٔ یک شفاگر را می‌یابد که با قدرت روحی خود بیماران را شفا می‌دهد. دین بی‌درنگ نزد این شفاگر می‌شتابد؛ و او کسی نیست جز: کستیل. کستیل ۶ ماه پیش، پس از قضیه لوایاتان‌ها، بیهوش و مجروح در کنار ساحل توسط زنی نجات می‌یابد و در حالی که چیزی از گذشته‌اش به یاد ندارد متوجه قدرتش در درمان بیماری‌ها می‌شود. او این شش ماه را صرف کمک به بیماران می‌کند و از گذشته خود خبری ندارد. دین حقیقت را به او نمی‌گوید اما متوجه می‌شود که شیاطین به دنبال او هستند. در حالی که دین و کستیل (که حالا امانوئل نامیده می‌شود) در راه بیمارستان محل بستری سم هستند، «مگ» ظاهر می‌شود و با موافقت دین با آن‌ها همراه می‌شود تا از آن‌ها در برابر شیاطین محافظت کند. اما سرانجام وقتی می‌بینند که بیمارستان سم در محاصره شیاطین است مجبور می‌شوند حقیقت را به کستیل بگویند و او به تدریج با دیدن بارانی خود که دین هنوز نگه داشته و با مرور خاطراتش با وینچسترها دوباره قدرت‌های خود را بازمی‌جوید. اما او از نجات سم (که بعد از کمک به یک دختر جوان در بیمارستان برای رهایی از شر یک روح انتقام جو) حالا به شدت درمانده‌است، عاجز می‌ماند. ناگهان فکری به ذهن کستیل می‌رسد؛ و او بی‌درنگ در حالی که از سم به خاطر شکستن دیوار ذهنی‌اش عذرخواهی می‌کند، روح در عذاب سم را به جسم خود منتقل می‌کند، سم را از شر لوسیفر نجات می‌دهد و خود گرفتار او می‌شود. کستیل در آن بیمارستان در حالی که با لوسیفر دست و پنجه نرم می‌کند باقی می‌ماند و مگ برای حفاظت از او نزد وی می‌ماند. |                   |                                            |                |                            |                 |          |                                   |
| ۱۴۴ | ۱۸                | «مهمونی شروع شد گارث!»                     | فیل ریکیا      | آدام گلس                   | ۳۰ مارس ۲۰۱۲    | 3X7068   | ۱٫۷۸                              |
| این قسمت با مرگ/قتل یک نوجوان توسط یک هیولای ناشناخه در کانزاس شروع می‌شود. سپس یک شکارچی (گارث) نشان داده می‌شود که از ماشینش خارج می‌شود. اول گارث فکر می‌کند کار یک روح محلی است و استخوان‌هایش را می‌سوزاند. در هر حال با تعجب یک مرگ دیگر اتفاق می‌افتد. پس برای کمک به دین زنگ می‌زند. هر سه با جستجو از طریق یک مترجم می‌فهمند که هیولا فرزندان صاحبان کارخانه آبجوسازی محلی را هدف گرفته. می‌فهمند که آن‌ها یکی از شرکایشان را حذف کرده‌اند چون موافق فروش کارخانه نبوده. این شریک بنام دالا مغز متفکر کمپانی بوده و آن را مثل فرزندش دوست داشته. سپس می‌فهمند که قبل از مرگش، یک شوجو (روح دریایی ژاپنی) را به کنترل درآورده و آنرا درون یک جعبه طلسم گذاشته و به عنوان عذرخواهی جعبه را برای شرکای قدیمش فرستاده. هر وقت جعبه باز شود شوجو فرزندانشان را می‌کشد. نهایتاً دین شوجو را با شمشیر تیز سامورایی می‌کشد. موضوع مهم دیگر روح بابی است. حضور بابی در قسمت‌های اخیر حس می‌شود. اول با انداختن کارتی که دین را به سمت کستیل/امانوئل هدایت کرد و بعد اینکه هر وقت دین گیر می‌افتاد به او کمک می‌کرد. سم فکر می‌کند این فقط ذهن دین است که او را گول‌می‌زند. در هر حال هر سه می‌فهمند که هر وقت دستگاه الکتریکی روح به سمت دین باشد، روشن می‌شود. نهایتاً وقتی در حال ترک متلشان هستند، دین برمیگردد تا فلاسک بابی را که جا گذاشته بردارد، بابی کنار فلاسک ایستاده ولی دین نمی‌تواند او را ببیند. |                   |                                            |                |                            |                 |          |                                   |
| ۱۴۵ | ۱۹                | «اهمیت قبر»                                | تیم اندرو      | برد باکنر و ایجنی رز لمینگ | ۲۰ آوریل ۲۰۱۲   | 3X7069   | ۱٫۵۷                              |
| بابی دوباره بر می‌گردد. این قسمت وینچسترها در پی یافتن یک دوست قدیمی به نام " انی " هستند. انی در یک خانه ارواح کشته می‌شود و روحش روح بابی را که همراه با سم و دین می‌گردد ملاقات می‌کند. بابی می‌گوید که در تمام این مدت سعی می‌کرده که حضورش را به اطلاع سم و دین برساند اما تاکنون نتوانسته‌است. بابی به فرشته مرگ خود پاسخ منفی داده و به یک روح سرگردان تبدیل شده تا به وینچسترها کمک کند. البته اینکه توانسته همچنان در کنار آن‌ها بماند را مدیون دین است که فلاسک کهنه‌اش را که تنها نشانش از بابی است نگه داشته و حالا بابی همراه با آن فلاسک با وینچسترها همسفر شده‌است. در این قسمت، روح بابی به کمک روح دیگری در آن خانه، توانایی جابه‌جا کردن اشیا را می‌آموزد و در پایان هم بالاخره خود را به سم و دین نشان می‌دهد. برادران در عین تعجب و ناباوری سوال‌های زیادی در ذهن دارند که مهمترینشان دلیل این کار بابی است. البته دین احساس چندان خوشایندی ندارد و فکر می‌کند این‌طور بازگشتن بابی "روال طبیعی و درست کار " نیست… |                   |                                            |                |                            |                 |          |                                   |
| ۱۴۶ | ۲۰                | «دختری با خالکوبی اژدها و سیاه‌چال»         | جان مک کارتی   | رابی تامپسون               | ۲۷ آوریل ۲۰۱۲   | 3X7070   | ۱٫۶۱                              |
| لوایاتان‌ها می‌خواهند برای همیشه در روی زمین ماندگار شوند؛ و به همین می‌خواهند نسل انسان‌ها را تغییر دهند. آن‌ها انسان‌ها را درمان می‌کنند چراکه این نسل جدید نباید هیچ عیب و بیماری داشته باشد و می‌خواهند بر تمام منابع زمین مسلط شوند. در این راه از تمام انسان‌های زمین، به عنوان طعمه استفاده خواهند کرد و در نظر دارند آن‌ها را به موجودات دیگری تبدیل نمایند. اینها اطلاعاتی است که بابی در اختیار وینچسترها می‌گذارد. «دیک رومن» هارد کامپیوتر فرانک را در اختیار دارد و از دختر باهوشی به نام «چارلی» می‌خواهد تا آن را برایش رمزگشایی کند. سم و دین ایمیلی از طرف فرانک دریافت می‌کنند (ایمیل به‌طور خودکار و در صورت تلاش برای هک کردن هارد ارسال می‌شود) و برای دسترسی به اطلاعات فرانک و از بین بردن آن که حاوی اطلاعات مهمی دربارهٔ دانسته‌های سم و دین دربارهٔ پروژه‌های «دیک» است چارلی را پیدا می‌کنند و چارلی حاضر می‌شود به وینچسترها کمک کند. چارلی موفق به ورود به دفتر دیک می‌شود و اطلاعات و ایمیل‌های او را به دست می‌آورد. این اطلاعات نشان می‌دهند که دیک کارهای حفاری خود را متوقف کرده‌است و منتظر بسته مهمی است که از ایران برایش می‌آید. وینچسترها این بسته را که مقداری خاک رس است (در قسمت‌های آینده دربارهٔ آن بیشتر خواهیم دانست). بدست می‌آورند. اما چارلی در دردسر می‌افتد و سرانجام روح خشمگین بابی به داد آن‌ها می‌رسد و سم و دین و چارلی موفق به فرار می‌شوند. البته این خشم و رفتار بابی وینچسترها را نگران می‌کند و آن‌ها نگران از تبدیل شدن بابی به یک روح انتقام‌جو هستند. |                   |                                            |                |                            |                 |          |                                   |
| ۱۴۷ | ۲۱                | «خواندن، کاری پایه‌ای است»                  | بن ادلاند      | بن ادلاند                  | ۴ مه ۲۰۱۲       | 3X7071   | ۱٫۶۶                              |
| در ابتدای این قسمت دین می‌خواهد تکه سنگ رسی (که در قسمت قبل از دیک رومن دزدیده بودند) را بشکند تا ببیند داخل آن چیست. اما ضربات دین به تکه سنگ به‌طور شگفت‌انگیزی با رعد و برق و طوفان شدید همراه می‌شود. دین بالاخره آن را می‌شکند کتیبه‌ای از آن بیرون می‌آورد. اما رعد برق ایجاد شده در نقطه‌ای دیگر، پسر باهوشی به نام «کوین» (به گفته خودش نفر اول کنکور) که هم‌زمان با دوست دخترش تلفنی صحبت می‌کرد را نقش بر زمین می‌کند. این رعد و برق نتیجه عجیب دیگری هم دارد. کستیل به هوش می‌آید. مگ با سم تماس می‌گیرد موضوع را با او در میان می‌گذارد. وینچسترها به سرعت به بیمارستان روانی که کستیل در آن بستری است می‌روند و کستیل را سر حال می‌یابند. کستیل همه چیز را به یاد می‌آورد و مشکل خاصی ندارد اما کاملاً ناامید و ناخرسند و بی‌خیال شده‌است، همه چیز را به شوخی می‌گیرد و همانند دیوانه‌ها رفتار می‌کند. این رفتار کستیل دین را بسیار ناراحت می‌کند. در بین صحبت دین با کستیل، کستیل ناراحت می‌شود و به طبقه پایین بیمارستان می‌رود و کتیبه به دست آمده از به زمین می‌افتد و می‌شکند. دین هم به دنبال او می‌رود. ناگهان کوین که دچار حالت خاصی شده بود کتیبه را می دزد و فرار می‌کند و سم و مگ او را دنبال می‌کنند و او را می‌گیرند ولی هر کار می‌کنند او کتیبه را به آن‌ها نمی‌دهد. سپس ناگهان چند فرشته می‌آیند و می‌گویند که کوین پیامیر است و باید با ما بیاید از آن طرف دین آن فرشته‌ها را دور می‌کند و آن‌ها به خانهٔ سابق روفوس می‌روند. مگ، در حالی که معلوم نیست به چه دلیل به وینچسترها کمک می‌کند، به‌طور پنهانی با شیاطین دیگر در ارتباط است. از طرفی کوین می‌گوید که قادر به خواندن آن کتیبه است و دین به او می‌گوید که تو باید آن را برای ما ترجمه کنی و او شروع به ترجمه می‌کند. این کتیبه «پیام خدا» (word of God) است که در مورد لوایتان‌ها و روش نابود کردن آن‌ها مطالبی نوشته است. سرانجام مشخص می‌شود که برای نابودی لوایتان‌ها خون یک فرشته طرد شده لازم است. کستیل، بدون درنگ، خود را برای این کار داوطلب می‌کند. او در پاسخ به سؤال دین که چه در سر دارد می‌گوید: خودم هم نمی‌دانم. فرشته‌ها، که حالا به گفته خودشان تعدادشان بسیار اندک شده، برمیگردند و می‌خواهند تا کوین را به بیابان ببرند تا با خدا ارتباط برقرار کند اما با اصرار کستیل و وینچسترها از این کار صرفنظر می‌کنند و می‌پذیرند از او در خانه خودش مراقبت کنند. اما در خانه، مردی که به همراه مادر کوین در تلاش برای یافتن او هستند، ناگهان تبدیل به یک لوایتان می‌شود و به راحتی فرشته‌ها را می‌کشد. |                   |                                            |                |                            |                 |          |                                   |
| ۱۴۸ | ۲۲                | «آنجا خون خواهد بود»                       | گای بی         | اندرو دب و دنیل لافلین     | ۱۱ مه ۲۰۱۲      | 3X7072   | ۱٫۵۸                              |
| وینچسترها برای یافتن راه متوقف کردن لوایاتان‌ها علاوه بر خون یک فرشته طرد شده (کستیل) به خون یک انسان طرد شده مث کراولی و خون خون‌آشام آلفا هم نیاز دارند. کراولی حاضر است خون خود را در اختیار آن‌ها بگذارد اما به عنوان نفر آخر. سم و دین بدنبال خون‌آشام آلفا می‌روند اما او با لوایاتان‌ها متحد شده و حتی سعی می‌کند سم و دین را به آن‌ها تحویل دهد. دیک رومن در شرکت محصولات غذایی‌اش، افزودنی‌های خاصی را همراه با بسیاری از محصولات غذایی دیگر وارد بازار کرده که انسان‌ها را در برابر خون‌آشام و همه موجودات دیگر مقاوم می‌کند. (دین از اینکه مجبور است برای مدتی فقط سبزی و میوه بخورد بسیار عصبانی است!). ضمناً دیک حالا کوین را نیز در اختیار دارد و او را مجبور می‌کند که متن کتیبه را برایش ترجمه کند. در آن‌سو، آلفا وقتی می‌بیند لوایاتان‌ها به او هم کلک زده‌اند و می‌خواهند بدین طریق خون‌آشام‌ها را هم از میان بردارند خون خود را در اختیار آن‌ها می‌گذارد. در این میان بابی بیش از پیش کنترل را خود را از دست داده است و شدت خشم او برای انتقام از دیک رومن به تدریج او را به روحی انتقام‌جو تبدیل می‌کند. کراولی در آخرین لحظه این قسمت با دیک رومن دیدار می‌کند که معلوم نیست به چه نتیجه‌ای برسند. |                   |                                            |                |                            |                 |          |                                   |
| ۱۴۹ | ۲۳                | «رهایی از شایستگی»                         | رابرت سینگر    | سرا گمبل                   | ۱۸ مه ۲۰۱۲      | 3X7073   | ۱٫۵۶                              |
| دیک رومن به کروالی پیشنهاد همکاری می‌دهد. دیک حاضر است کراولی و افرادش را در بخشی از آمریکای شمالی آزاد بگذارد به شرط اینکه کراولی به جای خون اشتباه دیگری را در اختیار وینچسترها بگذارد. همزمان، سم و دین سرانجام استخوان یک راهبه درستکار را برای ساختن سلاح اصلی خود می‌یابند. سم و دین با هک کردن دوربین‌های امنیتی شرکت رومن، با تعداد زیادی از لوایاتان‌ها که دیک همه را به شکل خود تغییر داده است تا برادران را فریب دهد مواجه می‌شوند. تا جایی که موفق به تشخیص دیک رومن واقعی نیستند. بابی هم‌زمان خشمگین، جسم خدمتکار هتل را در تسخیر دارد و می‌خواهد وارد ساختمان شرکت شود تا کار دیک را بسازد اما سم جلوی او را می‌گیرد و بابی مجبور می‌شود بدن خدمتکار هتل را ترک کند. کوین موفق می‌شود از اتاقی که در آن زندانی است می‌گریزد و متوجه می‌شود رومن در حال تولید مواد غذایی است که بوسیله آن افراد لاغر و دارای ضعف جسمی را از میان بردارد. اما بلافاصله دوباره گرفتار می‌شود. وینچسترها کراولی را احضار می‌کنند اما او ظاهر نمی‌شود. در این حین مگ و کستیل فرا می‌رسند و کستیل اعلام می‌کند که تمام بهشت خالی از فرشته‌ها شده و اگر هم کسی مانده باشد احتمالاً پنهان شده‌است. کراولی ظاهر می‌شود و وقتی که بعد از اطلاع از مشکل روانی کستیل از انتقام‌گیری صرفنظر می‌کند، خون خود را در اختیار وینچسترها می‌گذارد. کراولی از معامله‌ای که با دیک کرده خبر می‌دهد و به آن‌ها اطمینان می‌دهد که خون واقعی را در اختیارشان گذشته‌است. کراولی همچنین می‌خواهد مگ را با خود ببرد اما منصرف می‌شود. کراولی به وینچسترها می‌گوید که هر چند کستیل حاضر به کمک نیست اما او تنها کسی است که می‌تواند وینچسترها را یاری کند. کستیل راضی نمی‌شود. او فکر می‌کند اگر دخالت کند همچون گذشته همه چیز را خراب خواهد کرد. مگ فکر می‌کند با توجه به اینکه تمام لوایاتان‌ها از درون جسم کستیل رها شده‌اند، کستیل می‌تواند دیک رومن واقعی را تشخیص دهد. در این حین، بابی نزد وینچسترها می‌آید و با اقرار به اینکه دیگر قادر به کنترل خود نیست از آن‌ها می‌خواهد فلاسکش را بسوزانند. وینچسترها در حالی که چاره دیگری می‌بینند، فلاسک را می‌سوزانند و به او قول می‌دهند کار رومن را تمام خواهند کرد (البته نه برای انتقام) و روح بابی برای همیشه آن‌ها را ترک می‌کند. کستیل دین را به درخواست خودش به مخفیگاه ایمپالا می‌برد و دین اتومبیل رؤیایی خود را برای رویارویی نهایی با لوایاتان‌ها وارد میدان می‌کند. کستیل هم می‌پذیرد که وینچسترها را یاری کند و حاضر است در این راه فدا شود. سرانجام لحظه نبرد پایانی فرا می‌رسد. مگ ایمپالا را برای جلب توجه به ساختمان شرکت رومن می‌کوبد و نگهبانان را به خود مشغول می‌کند اما کمی بعد توسط چند شیطان که برای کراولی کار می‌کنند به دام می‌افتد. کستیل، سم و دین وارد ساختمان می‌شوند، سم بدنبال کوین می‌رود و او را آزاد می‌کند. کستیل و دین در پی یافتن دیک رومن واقعی هستند و سرانجام او را در آزمایشگاهش می‌یابند. دین سلاح آماده شده را در قلب دیک فرومی‌کند اما دیک آسیبی نمی‌بیند. البته این یک حیله است و بار دوم در حالی کستیل دیک را از پشت غافلگیر می‌کند دین سلاح واقعی را در گردن دیک رومن فرو می‌برد و دیک شروع به جان دادن می‌کند. کمی بعد دیک به طرز عجیبی منفجر می‌شود اما بعد از این انفجار دیگر خبری از کستیل و دین که در نزدیکی او بودند نیست. کراولی کوین را در اختیار می‌گیرد و در حالی که افرادش را برای از میان بردن دیگر لوایاتان‌ها وارد عمل کرده‌است، سم را ترک می‌کند. سم، تنها، بهت زده، بی‌خبر از برادرش و نگران از اتفاقی که برای او افتاده از کراولی کمک می‌خواهد اما کراولی پاسخی نمی‌دهد و این را از عواقب از میان برداشتن دیک می‌داند. دین در محیط عجیبی به هوش می‌آید و کستیل به او توضیح می‌دهد که آن‌ها همراه با دین به برزخ پرتاب شده‌اند؛ و اینکه احتمال نجات یافتن از میان اینهمه موجودات وحشی بسیار اندک است. دین نگاهی به اطرافش می‌اندازد و وقتی بازمی‌گردد خبری از کستیل نیست. دین تنها در میان سیاهی و صداهای وحشتناک (همچون برادرش) تنها می‌ماند. |                   |                                            |                |                            |                 |          |                                   |